# Phare de Kuggviksskär
Le phare de Kuggviksskär (en suédois : Kuggviksskärs fyr) est un phare situé sur l'île du même nom, en baie de Bråviken (mer Baltique), appartenant à la commune de Norrköping, dans le Comté d'Östergötland (Suède).

## Histoire
Ce phare a été mis en service en 1937 sur l'îlot face à la péninsule de Gränsö. Il a été électrifié en 1983 à l'aide de panneaux solaires.
La lumière guide les navires vers l'île d'Arkösund (en) et il est aussi le feu arrière de gamme pour le phare de Kopparholmen .

## Description
Le phare  est une tour cylindrique blanche de 12 mètres de haut, avec une galerie et une lanterne. Il émet, à une hauteur focale de 13 mètres, quatre courts éclats (blanc, rouge et vert) selon différents secteurs toutes les 6 secondes. Sa portée nominale est de  6.4 milles nautiques (environ 12 km).
Identifiant : ARLHS : SWE-224 ; SV-4845 - Amirauté : C6872.6 - NGA : 8524 .

### Lien connexe
- Liste des phares de Suède